# Troldmanden fra Frederiksberg
Troldmanden fra Frederiksberg er afsnit 46 i Frank Hvam og Casper Christensens sitcom Klovn, første gang vist på TV2 Zulu 7. april 2008. 

## Handling
Casper er kommet med i Serapions-Ordenen og har inviteret Peter Reichhardt med. Til Franks store skuffelse er der ikke plads til ham. Men da Frank har skrevet en Ringenes Herre-analogi over politikerne på Christiansborg til Weekendavisen, bliver han inviteret ind i rollespilsforeningen "Ringånderne". Frank er stolt over, at han også er med til noget hemmeligt. Men interne kampe ender med drama, et ar i Mias ene bryst og en rasende Casper.

## Hovedskuespillere
- Casper Christensen som Casper
- Iben Hjejle som Iben
- Frank Hvam som Frank
- Mia Lyhne som Mia

| Fjernsyn | Spire Denne artikel om et tv-program er en spire som bør udbygges. Du er velkommen til at hjælpe Wikipedia ved at udvide den. |